# James Matthew Lee
Pour les articles homonymes, voir Lee.
James Matthew Lee, né le 29 mars 1937 à Charlottetown où il meurt le 11 octobre 2023,, est un homme politique canadien qui fut premier ministre de la province de l'Île-du-Prince-Édouard de 1981 à 1986.